# Бутовский, Яков Леонидович
Яков Леонидович Бутовский (8 декабря 1927, Ленинград — 12 мая 2012, Санкт-Петербург) — российский киновед.

## Биография
В 1950 году окончил электротехнический факультет ЛИКИ. С 1958 года — технолог, с 1959 года — начальник Объединенной лаборатории киностудии Ленфильм. В 1967 году перешел на работу в редакцию журнала «Техника кино и телевидения» — ленинградский корреспондент, затем научный редактор и член редколлегии. Преподавал в СПбГУКиТ.
В 1973 году защитил диссертацию на соискание ученой степени кандидата искусствоведения.
Член редколлегии журнала «Киноведческие записки». Один из составителей пятитомного собрания сочинений Г. М. Козинцева. Лауреат премий Гильдии киноведов и кинокритиков России и Кинофестиваля Госфильмофонда «Белые столбы» («За вклад в отечественное киноведение»). Автор более пятисот публикаций (1952—2012).
С 1961 года — член Союза кинематографистов СССР, с 1978 года — член Союза журналистов СССР.

## Избранная библиография
- Бутовский Я. Л. , Славский Р. Е. . Новое в кино. Л., 1960
- Бутовский Я. Л. , Вигдорчик И. В. Технология монтажа кинофильмов. Л., 1968
- Бутовский Я. Л. От романтической фотографии к поэтическому кино // Кинооператор Вячеслав Горданов. Л., 1973
- Бутовский Я.Л., Горфункель А.Х. Библиотека Г.М. Козинцева // Памятники культуры. Новые открытия. 1976. М., 1977
- Бутовский Я. Л. Л.В. Косматов // 10 операторских биографий. М., 1978
- Kozintseva V., Butovski J. Contribution l'histoire du théâtre excentrique // Le jeunesse de Kozintsev & Trauberg. Leuven, 1992
- Козинцева В.Г., Бутовский Я.Л. «Карл Маркс» – история непоставленной постановки // Киноведческие записки. 1993. № 18
- Ваш Григорий Козинцев: Воспоминания. Сост. Я. Л. Бутовский, В. Г. Козинцева. 1996
- Переписка Г. М. Козинцева. 1922—1973. Сост. Я. Л. Бутовский, В. Г. Козинцева. 1998
- Бутовский Я. Л. Андрей Москвин, кинооператор. СПб., 2000
- Бутовский Я. Л. «Попытка разобраться в сущности операторской работы…» // Поэтика кино. Перечитывая «Поэтику кино». СПб., 2001
- От балагана до Шекспира: хроника театрального наследия Г. М. Козинцева. Сост. Я. Л. Бутовский, В. Г. Козинцева. 2002
- Бутовский Я. Л. Юрий Екельчик // Киноведческие записки. 2002. № 56
- Бутовский Я. Л., Козинцева В.Г. После "Гамлета", перед "Лиром" // Киноведческие записки. 2003. № 63
- Бутовский Я. Л. Ленинградская операторская школа: Вторая половина 20-х годов // Кино Санкт-Петербурга. СПб., 2004
- Бутовский Я. Л. «Одна» на перекрестках общих проблем российского киноведения // Киноведческие записки. 2006. № 77
- Бутовский Я. Л. Рашель // Киноведческие записки. 2008-2009. № 89-90.
- Бутовский Я. Л. Монологи прозой // Киноведческие записки. 2010. № 94-95